# Dasyhelea kisantuensis
Dasyhelea kisantuensis är en tvåvingeart som först beskrevs av Maurice Emile Marie Goetghebuer 1933.  Dasyhelea kisantuensis ingår i släktet Dasyhelea och familjen svidknott.
Artens utbredningsområde är Kongo. Inga underarter finns listade i Catalogue of Life.